# Guenther Wachsmuth
Guenther Wachsmuth (* 4. Oktober 1893 in Dresden; † 2. März 1963 in Dornach SO) war ein deutscher Anthroposoph und Buchautor.

## Leben

Guenther Wachsmuth wurde 1893 als zweiter Sohn eines Dresdner Kinderarztes geboren. Nach der ersten Schulzeit in Dresden wurde Wachsmuth 1908 in das reformpädagogisch geführte Landerziehungsheim Glarisegg in die Schweiz und anschließend in das Landschulheim Wickersdorf in Saalfeld geschickt. Im Herbst 1912 legte er in Langensalza das Abitur ab. Er studierte dann Rechtswissenschaft in Oxford und München.
Im August 1914 meldete er sich als Kriegsfreiwilliger und wurde in Russland am linken Arm dauerhaft verletzt; er blieb dennoch als Ordonnanzoffizier im Kriegseinsatz. Nach dem Krieg nahm er sein Studium in München wieder auf und schloss 1919 mit der Promotion in Würzburg ab. Im selben Jahr hatte er eine erste persönliche Begegnung mit Rudolf Steiner.
Nach dem Brand des ersten Goetheanum wurde er persönlicher Assistent Steiners: Er besorgte ihm Literatur, organisierte seine Reisen und begleitete ihn, sorgte für seinen Schutz und setzte sich aktiv für den Wiederaufbau des Goetheanum ein. Bei der Neugründung der Anthroposophischen Gesellschaft 1923/24 wurde er zum Vorstandsmitglied, Schatzmeister und Sekretär ernannt; in diesen Funktionen wirkte er bis zu seinem Tod 1963.

## Werke

### Sachbücher
- Die ätherischen Bildekräfte in Kosmos, Erde und Mensch. Ein Weg zur Erforschung des Lebendigen. Der kommende Tag, Stuttgart 1924.
- Die ätherische Welt in Wissenschaft, Kunst und Religion. Vom Weg des Menschen zur Beherrschung der Bildekräfte. Philosophisch-Anthroposophischer Verlag, Dornach 1927.
- Die Reinkarnation des Menschen als Phänomen der Metamorphose. Naturwissenschaftliche Sektion am Goetheanum, Dornach 1935; 2. A. (Nachdruck) 1983.
- Bilder und Beiträge zur Mysterien- und Geistesgeschichte der Menschheit. Emil Weises Buchhandlung (Karl Eymann), Dresden 1938.
- Die Geburt der Geisteswissenschaft. Rudolf Steiners Lebensgang von der Jahrhundertwende bis zum Tode (1900–1925). Eine Biographie. Philosophisch-Anthroposophischer Verlag, Dornach 1941.
  - 2. erw. A. als: Rudolf Steiners Erdenleben und Wirken. Philosophisch-Anthroposophischer Verlag, Dornach 1951; 3. A. 1964.
- Bibliographie der Werke Rudolf Steiners. In Ergänzung zu „Die Geburt der Geisteswissenschaft“. Philosophisch-Anthroposophischer Verlag, Dornach 1942.
- Erde und Mensch. Ihre Bildekräfte, Rhythmen und Lebensprozesse. Grundlinien einer Meteorobiologie der Naturreiche. Archimedes, Kreuzlingen 1945.
  - 4. durchges. A.: Verlag am Goetheanum, Dornach 1980, ISBN 3-7235-0134-6.
- Die Entwicklung der Erde. Kosmogonie und Erdgeschichte, ein organisches Werden. Philosophisch-Anthroposophischer Verlag, Dornach 1950.
- Werdegang der Menschheit. Kosmische Evolution – Erdenverkörperung – Völkerwanderung – Geistesgeschichte. Philosophisch-Anthroposophischer Verlag, Dornach 1953; 2. A. (Nachdruck) 1973.
- Kosmische Aspekte von Geburt und Tod. Beiträge zur Karmaforschung. Philosophisch-Anthroposophischer Verlag, Dornach 1956; 3. A. 1990.

### Literarische Werke
- Keplers Weltgeheimnis. Drama in 12 Bildern. Hybernia, Basel/Dornach 1946.
- Arche Noah. Dramatische Skizze in 7 Bildern. Hybernia, Basel/Dornach Dornach 1948.
- Die Teilung der Erde. Drama einer Zeitenwende. Hybernia, Dornach 1954.
- Erzengel im Konzil. Drama in 8 Bildern mit Vorspiel und Nachspiel. Geering, Dornach 1961.

### Als Herausgeber (Auswahl)
- Gäa Sophia. Jahrbuch der Naturwissenschaftlichen Sektion der Freien Hochschule am Goetheanum, Bände I–VI, Dornach / Stuttgart / Basel 1926–1932.
- Goethe in unserer Zeit. Rudolf Steiners Goetheanismus als Forschungsmethode. Dornach 1949.

### Als Übersetzer
- Edward Bulwer-Lytton: Vril oder Eine Menschheit der Zukunft (engl. Originaltitel: The coming race, 1870). Der kommende Tag, Stuttgart 1922; 6. A. 2003, ISBN 3-7235-0023-4.